# Benjamin Bataille
Benjamin Bataille, né le 25 juillet 1992 à Paris, est un handballeur professionnel français.
Il mesure 1,96 m et pèse 100 kg. Il joue au poste de demi-centre pour le club du Saint-Raphaël Var Handball. Il est le frère cadet de Mathieu Bataille.

## Biographie
Originaire de Paris, Benjamin Bataille intègre le centre de formation de l'US Ivry avant de passer professionnel au sein du club francilien en 2010. Après deux saisons ponctué de deux petits matchs et non conservé, il rejoint le club voisin du Tremblay HB. En 2015 après trois bonnes saisons, il décide de revenir dans son club formateur pour un contrat de cinq ans. En 2020, il signe en faveur du Montpellier Handball.  

## Palmarès
Équipes de France jeunes et junior
- médaille de bronze au Championnat du monde junior 2013
- médaille de bronze aux Jeux olympiques de la jeunesse de 2010
- médaille d'or au Festival olympique de la jeunesse européenne 2009 (hu)